# Hugo Mazzacane
Hugo Héctor Mazzacane (Los Pinos, Provincia de Buenos Aires; 22 de septiembre de 1946) es un expiloto de automovilismo y actual dirigente deportivo argentino. Desarrolló su carrera deportiva de manera íntegra en la categoría argentina Turismo Carretera. Se inició primeramente como navegante en el año 1972, obteniendo 10 años después la posibilidad de debutar como piloto. Durante una parte de su carrera, supo también ser navegante y piloto tester del excampeón de TC Roberto Mouras. A lo largo de su carrera deportiva, se caracterizó por competir siempre con la marca Dodge.
Se retiró de la actividad deportiva en el año 1993, tras lo cual pasó a desarrollar su carrera dirigencial. Actualmente es miembro de la Asociación Corredores de Turismo Carretera, entidad reguladora que preside desde el año 2013.
Entre sus relaciones personales, es el padre del expiloto de Fórmula 1 y actual piloto de TC Gastón Mazzacane.

## Trayectoria
| Año  | Categoría                                    | Marca               |
| ---- | -------------------------------------------- | ------------------- |
| 1982 | Turismo Carretera                            | Dodge GTX           |
| 1983 | Turismo Carretera                            | Dodge GTX           |
| 1984 | Turismo Carretera, 3 carreras                | Dodge GTX           |
| 1985 | Turismo Carretera, 2 carreras                | Dodge GTX           |
| 1986 | Turismo Carretera                            | Dodge GTX           |
| 1987 | Turismo Carretera                            | Dodge GTX           |
| 1988 | Turismo Carretera, 2 carreras                | Dodge GTX           |
| 1989 | Turismo Carretera                            | Dodge GTX           |
| 1990 | Turismo Carretera                            | Dodge GTX           |
| 1991 | Turismo Carretera                            | Dodge GTX           |
| 1992 | Turismo Carretera                            | Dodge GTX           |
| 1993 | 24 Horas de Daytona                          | Cutlass Supreme     |
| 1993 | Turismo Carretera, 3 carreras                | Dodge GTX           |
| 2009 | Carrera de la historia de Top Race, invitado | Mercedes-Benz C-203 |

- [3]